# Anton Vorbichler
Anton Vorbichler SVD (* 21. Januar 1921 in Einhörn, Bezirk Knittelfeld, Steiermark; † 29. Oktober 1999 in Mödling, Niederösterreich) war ein österreichischer römisch-katholischer Ordenspriester, Afrikanist und Religionsethnologe. Er war von 1974 bis 1985 Professor für Vergleichende Religionswissenschaft an der Universität Wien.

## Leben
Er studierte im Missionshaus St. Gabriel der Steyler Missionare (u. a. bei Paul Schebesta). 1947 legte er die Ordensgelübde ab, vier Jahre später wurde er zum Priester geweiht. An der Päpstlichen Universität Gregoriana in Rom promovierte er 1954 mit einer religionshistorischen Arbeit über Das Opfer auf den uns heute noch erreichbaren ältesten Stufen der Menschheitsgeschichte. Er arbeitete von 1954 bis 1957 und 1958/1959 als Missionar in der damaligen Kolonie Belgisch-Kongo und verband mit seinem Auftrag Forschungs- und Vortragstätigkeiten. Von 1957 bis 1959 leitete er die Kurse des Katechumenates in Ngi in der Apostolischen Präfektur Kenge. Anschließend studierte er bis 1961 Afrikawissenschaften an der Universität Hamburg, wo er am 21. September 1965 mit der Schrift Die Phonologie und Morphologie des Balese (einer zentralsudanischen Sprache) zum zweiten Mal promoviert, 1969 habilitierte er sich. 
Von 1970 bis 1974 lehrte er als Wissenschaftlicher Rat und Professor für Afrikanische Sprachen und Kulturen an der Universität Hamburg. Er wurde 1974 als Universitätsprofessor für Vergleichende Religionswissenschaft an die Katholisch-Theologische Fakultät der Universität Wien berufen. Parallel lehrte er an der Philosophisch-Theologischen Hochschule des Missionshauses St. Gabriel in Maria Enzersdorf. Krankheitsbedingt wurde er 1985 vorzeitig emeritiert. Er verbrachte seine letzten Jahre im Alten- und Pflegeheim der Steyler Missionare und starb im Landesklinikum Mödling.
Seine Forschungsschwerpunkte waren Naturreligionen Zentralafrikas, die Aufzeichnung und Auswertung verschiedener afrikanischer Dialekte, sowie Phonetik- und Linguistikstudien.

## Schriften
- Das Opfer aus den uns heute noch erreichbaren ältesten Stufen der Menschheitsgeschichte. Eine Begriffsstudie (= Sankt-Gabrieler-Studien. Band 15). Sankt-Gabriel-Verlag, Mödling 1956, OCLC 869059677 (zugleich Dissertation, Gregoriana 1954).
- Fetischismus und Hexerei. In: Kongo-Overzee. Tijdschrift voor en over Belgisch-Kongo en andere overzeese gewesten (KO), Jg. 23 (1957), S. 35–57.
- Die Phonologie und Morphologie des Balese (Ituri-Urwald, Kongo). (= Afrikanistische Forschungen, Band 2). Augustin, Glückstadt 1965 (zugleich Dissertation, Hamburg 1965).
- Die Sprache der Mamvu (= Afrikanistische Forschungen, Band 5). Augustin, Glückstadt 1971 (zugleich Habilitationsschrift, Hamburg 1965).
- Wenn Bantu Christen werden. Religionswissenschaftliche und missionspastorale Analyse. In: Zeitschrift für Missionswissenschaft und Religionswissenschaft, Jg. 62 (1978), S. 1–20.
- mit Inge Hofmann: Der Äthiopienlogos bei Herodot (= Beiträge zur Afrikanistik. Band 3) (= Veröffentlichungen der Institute für Afrikanistik und Ägyptologie, Band 4). Afro-Pub, Wien 1979.
- mit Inge Hofmann: Das Islam-Bild bei Karl May und der islamo-christliche Dialog (= Beiträge zur Afrikanistik. Band 4) (= Veröffentlichungen der Institute für Afrikanistik und Ägyptologie, Band 6). Afro-Pub, Wien 1979.
- Die Oralliteratur der Balese-Efe im Ituri-Wald (Nordost-Zaïre). Mit einem musikwissenschaftlichen Anhang von Rudolf Maria Brandl (= Studia Instituti Anthropos. Band 34). Verlag des Anthropos-Instituts, Sankt Augustin 1979, ISBN 3-921389-70-4.